# 七野ワビせん
七野 ワビせん（ななの ワビせん、1990年11月11日 - ）は、日本の漫画家、クレパス画家。滋賀県出身。本名非公表。2019年6月26日に七野ワビせんに名義変更。旧筆名は史群 アル仙（しむれ あるせん）。性自認はFtM。

## 来歴
父の本棚にあった昭和の漫画を小学校入学前から読みはじめ、手塚治虫に憧れ漫画家を志す。中学校で不登校になり、高校には進まず絵を独学。
2014年1月末からツイッターで発表しはじめた1ページ漫画「今日の漫画」が反響を呼ぶ。このことがきっかけでプロデビューを果たし、2014年4月28日にはNHK総合「おはよう日本」でインタビューが放映される。
ADHDであることを公表している。自らの体験を『史群アル仙のメンタルチップス〜不安障害とADHDの歩き方〜』の題名で作品化し、秋田書店のWEBコミックサイト『Champion タップ!』にて、2016年8月18日から連載。
2019年までは事務所padGALLERYに所属し、画業の指導やマネージメントを受けていたがその後独立。独立の背景には金銭面のトラブルがあり、ツイッターにてそうした問題について赤裸々に触れ手塚るみ子などの著名人も反応を示すなど注目を集めた。
私生活では幼少期から父親やその周りから頻繁にレイプされていたことを実録漫画などで綴っている。
また恋愛経験は豊富で異性同性との交際があったことも漫画作品の中で触れている。
20代のうちに結婚その後離婚を経験。
東京都へ移住後は新しいパートナーと結婚したものの、性自認をFtX、のちにFtMとし胸オペとホルモン療法を受ける。
自身の体調と現パートナーとの結婚生活、また戸籍表記は女性のままでよいといった理由から女性器切除手術及び戸籍の性別変更は行なっていない。作品内にてそうした経験や考え方をオープンに語っている。戸籍上女性。
2021年2月25日、『ナイトメア・ファミリー』の単行本第1巻の発売を記念して、配信トークイベントを東京都の阿佐ヶ谷ロフトAにて開催。イベントには浦部はいむがゲスト出演した。

## 作品リスト

### 連載
- 史群アル仙のメンタルチップス〜不安障害とADHDの歩き方〜（『Champion タップ!』2016年8月18日 - 2017年12月14日）
- 笑いのカイブツ（原作：ツチヤタカユキ、『Champion タップ!』2017年4月27日 - 2018年2月22日）
- 臆病の穴（『Champion タップ!』2014年11月6日 - 2016年1月7日）
- ラブミー・テンダー（『Vコミ』2017年6月3日 - ）
- 我々は病んでいる！（『Vコミ』2020年2月29日 - ）
- ナイトメア・ファミリー（『月刊コミックビーム』2020年8月号[5] - 2021年9月号[6]）

### 書籍

#### 史群アル仙名義
- 今日の漫画 : 史群アル仙作品集（2014年 - 2016年、ナナロク社、全2巻）
- 臆病の穴（2015年 - 2016年、秋田書店、全2巻）
- アオキヒビハ。（2016年、KADOKAWA）
- 迷うは君の世界 1（2016年、主婦の友社） ※史群アル仙とkiske3名義
- 史群アル仙のメンタルチップス〜不安障害とADHDの歩き方〜（2017年 - 2018年、秋田書店、全2巻）
- 笑いのカイブツ（2018年、秋田書店）

#### 七野ワビせん名義
- ブラック・ジャックガール（2020年、マイクロマガジン社）
- ハカセの失敗（2020年、イースト・プレス）
- ナイトメア・ファミリー（2021年、KADOKAWA、全2巻）